# Samur
Samur (em grego: Σαμούρ) foi um oficial avar do século VI. Pouco se sabe sobre ele, exceto que invadiu o Império Bizantino sob ordens de seu grão-cã com reforços aos soldados que já haviam começado a invasão e foi derrotado por Salviano na Mésia.